# Jardin de la Rue-Poliveau
Le jardin de la Rue-Poliveau est un espace vert du 5e arrondissement de Paris, en France.

## Situation et accès
Le site est accessible par la rue Poliveau, face au no 33, et par la rue Geoffroy-Saint-Hilaire, au no 20.
Il est desservi par la ligne 5 à la station Saint-Marcel.

## Historique
Le jardin est créé en 1983.